# Houser (Jičínská pahorkatina)
Houser (388 m n. m.) je vrch v okrese Jičín Královéhradeckého kraje, v Českém ráji. Leží mezi obcemi Ohařice a Dolní Lochov, na katastrálním území Ohařice.

## Popis vrchu
V oblasti terciérních vulkanitů mezi Mladou Boleslaví a Jičínem převládají izolované výskyty vulkánů strombolského typu vyskytující se podél zlomů směru V–Z. Pouze vulkány Dubolka, Houser a Svatá Anna jsou spojeny v celek tvořící jednu soustavu přívodních kanálů.
Z různých částí vrchu je pěkný výhled do značné části krajiny Českého ráje, zejména na Trosky, Prachovskou pahorkatinu, Zebín, či sousední Dubolku. Na jižních svazích Housera pramení několik vodotečí napájejících blízký bezejmenný rybník a níže rybniční potok Velký Porák, protékající podél jižní strany celé skupiny Dubolka, Houser, Svatá Anna. Na severní straně protéká Malý Porák.

## Geomorfologické zařazení
Vrch náleží do celku Jičínská pahorkatina, podcelku Turnovská pahorkatina, okrsku Vyskeřská vrchovina, podokrsku Troskovická vrchovina a Samšinské části.

## Přístup
Kolem vrchu prochází červená turistická značka z Dolního Lochova a žlutá z Ostružna, obě k rybníku Jíkavec. Automobilem se dá dojet do okolních obcí po silnici Mladá Boleslav – Jičín.